# مايك ميتشيل
مايك ميتشيل (بالإنجليزية: Mike Mitchell)‏ (و. 1987  م) هو لاعب كرة قدم أمريكية، من الولايات المتحدة، ولد في فورت توماس، يلعب كمُؤمن ‏.

## التعليم
تعلم في Highlands High School (Fort Thomas, Kentucky) ‏.